# Pataco
El pataco es un ancestral plato, típico del Bajo Campo presente compuesto fundamentalmente por atún salado y patata. En Alforja, donde se prepara anualmente una comida popular del Pataco, también lleva calabacín. Existen otras denominaciones como patacó tarragoní, potaco de Reus incluso putaco o putacó. Es posible que La denominación pataco provenga del uso de patatas pero esto no es totalmente seguro. Un patacó de vi era hace ya tiempo un cuarto de porro de vi, hay quien le gusta adicionar al guiso un poco de vino rancio. Antiguamente patacón era también el nombre de una moneda de cobre de siglo XVII, y de cobre era la olla donde antiguamente se cocía. Según otras fuentes pataco simplemente es una deformación de potaje.
El pataco no es un guisado de pescadores ni de localidades costeras, ya que al contrario del marmitaco, en el que se emplea pescado fresco, el pataco se hace con atún salado, muy habitual en las cocinas los pageses y zona de interior, ya que era barato y fácil de conservar. En Alforja y en otras muchas poblaciones de la provincia de Tarragona, al atún salado se le denomina "ganyims" El término proviene supuestamente de ganya o galta, las partes del atún menos valiosas, las cuales se destinaban a la salazón.  Aun así, en zonas costeras como Cambrils, Calafell y sobre todo Tarragona es posible encontrar referencias al pataco. 
El pataco puede situarse en la modalidad gastronómica de “cassoles de tros” una cocina denominada de supervivencia, sencilla y sin ningún tipo de pretensiones.
En Alforja se dice “has fet un Pataco” cuando has hecho una chapuza o has hecho algo de manera rápida y despreocupada. Esta costumbre proviene del hecho de que antiguamente el pataco se hacía en el campo en mitad de las labores diarias y con aquello que tuvieras a mano.

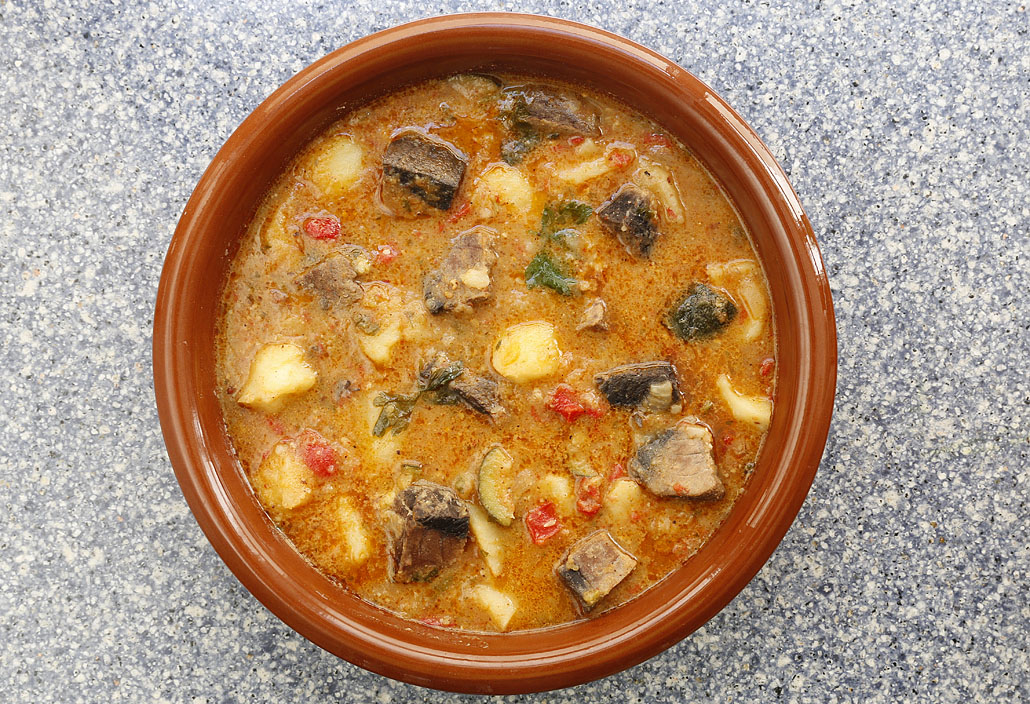
Pataco de Alforja

## Feria del Pataco de Alforja
Desde hace más de 20 años en alforja a finales de agosto se lleva a cabo la cena del pataco. A partir de 2014 esta tradición se ha transformado en la  La Feria gastronómica del Pataco Archivado el 10 de agosto de 2014 en Wayback Machine. es un espacio para conocer y reivindicar este plato típico del Bajo Campo. La comida popular del pataco es el último domingo de agosto y es el centro del acontecimiento. Además del buen comer la Feria del Pataco es la posibilidad de conocer todos los atractivos históricos de esta legendaria localidad del Bajo Campo situada a medio camino entre la Costa Dorada y el Priorat. También podrás conocer sus costumbres, gentes, entidades, manifestaciones culturales, etc.

## Características
Según en que localidad es común encontrar uno u otros ingredientes, la receta a continuación es la del pataco de Alforja y la conservan desde hace muchos años las “dones del poble”
- 400gr. De ganyims o atún salado
- 1 kg de patatas
- 1/2 kg de calabacín
- Una cebolla grande
- Dos tomates maduros pelados y triturados
- Pimienta y pimentón al gusto
- Aceite de oliva
- 1/2 cabeza de ajo
- Sal
- Opcional: 1 copa de vino
- Opcional: caracoles
- Opcional: una picada de avellanas, y perejil

Los ganyims se tienen que lavar muy bien, porque traen mucha sal, hay quién los pone el día antes en agua. Los escurrimos bien y los cortamos en porciones pequeñas y los pasamos por la cazuela de barro, con un poco de aceite, 5 minutos y los reservamos. Con el mismo aceite hacemos un sofrito con la cebolla, los ajos y los tomates, cuando está dorado se añade el calabacín cortado a porciones y después, le damos unas vueltas y ponemos agua caliente hasta que quede todo cubierto, ponemos pimienta negra y pimentón. Y cuando empieza a hervir echamos las patatas cortadas y lo dejamos cocer unos 20 minutos, entonces añadimos los *ganyims que habíamos reservado, lo dejamos cocer 20 minutos más, todo junto a fuego mediano. Se prueba el punto de sal, pues es posible que con la que traen los ganyims sea suficiente. OPCIONAL: Una copa de vino rancio que dará un toque elegante al plato, la podemos incorporar justo antes de poner el agua caliente. Si queremos que el plato quede más condimentado podemos añadir 10 minutos antes de sacarlo del fuego, una picada de avellanas y almendras tostadas con un poco de perejil.